# Agua Fría, Omitlán de Juárez
Agua Fría är en ort i Mexiko.   Den ligger i kommunen Omitlán de Juárez och delstaten Hidalgo, i den sydöstra delen av landet, 90 km nordost om huvudstaden Mexico City. Agua Fría ligger 2 733 meter över havet och antalet invånare är 116.
Terrängen runt Agua Fría är kuperad. Runt Agua Fría är det ganska tätbefolkat, med 58 invånare per kvadratkilometer. Närmaste större samhälle är Pachuca de Soto, 9,4 km väster om Agua Fría. I omgivningarna runt Agua Fría växer i huvudsak blandskog.